# Province de Palpa
Pour les articles homonymes, voir Palpa.
La province de Palpa (en espagnol : Provincia de Palpa) est l'une des cinq provinces de la région d'Ica, au Pérou. Son chef-lieu est la ville de Palpa.

## Géographie
La province couvre 1 232,88 km2. Elle est limitée au nord par la région de Huancavelica, à l'est par la région d'Ayacucho, au sud par la province de Nazca et à l'ouest par la province d'Ica.

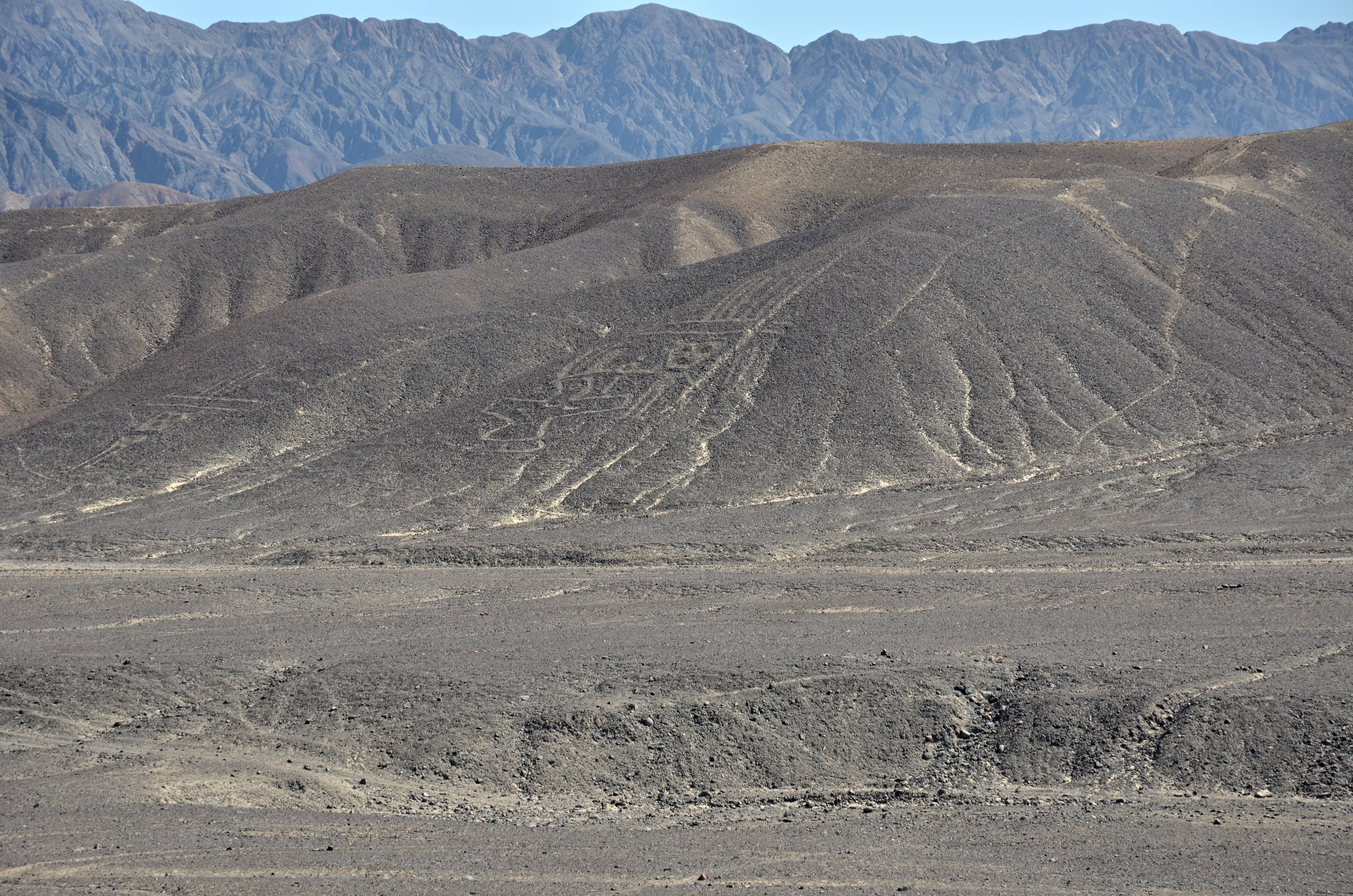
Géoglyphe

## Population
La population de la province s'élevait à 13 363 habitants en 2005.

## Subdivisions
La province de Palpa est divisée en cinq districts :
- Llipata
- Palpa
- Río Grande
- Santa Cruz
- Tibillo